# Cantone di Cahors-Nord-Est
Il Cantone di Cahors-Nord-Est era una divisione amministrativa dell'arrondissement di Cahors.
È stato soppresso a seguito della riforma complessiva dei cantoni del 2014, che è entrata in vigore con le elezioni dipartimentali del 2015.
Comprendeva parte della città di Cahors e i comuni di:
- Lamagdelaine
- Laroque-des-Arcs
- Valroufié